# Ядвігув (Влощовський повіт)
Ядвігув (пол. Jadwigów) — село в Польщі, у гміні Москожев Влощовського повіту Свентокшиського воєводства.
Населення — 124 особи (2011).
У 1975-1998 роках село належало до Ченстоховського воєводства.

## Демографія
Демографічна структура на день 31 березня 2011 року:
|          | Загалом | Допрацездатний вік | Працездатний вік | Постпрацездатний вік |
| -------- | ------- | ------------------ | ---------------- | -------------------- |
| Чоловіки | 55      | 10                 | 40               | 5                    |
| Жінки    | 69      | 10                 | 41               | 18                   |
| Разом    | 124     | 20                 | 81               | 23                   |